# Nobiltà di strada
Nobiltà di strada è il terzo album in studio del rapper italiano Inoki, pubblicato il 16 febbraio 2007 dalla Warner Music Italy.

## Descrizione
Anticipato dal singolo Sentimento reciproco, in questo album Inoki si è avvalso di numerose collaborazioni per i suoi brani: G-Max dei Flaminio Maphia, il Turco e Lady Tambler ma anche di produzioni di Bassi Maestro, Big Aim & Yaki, DJ Skizo della Alien Army e Bonnot degli Assalti Frontali.
Nel luglio 2024 la Warner ha stampato il disco per la prima volta in vinile a tiratura limitata.

## Tracce
1. Nobiltà di strada (intro) – 0:55
2. Sentimento reciproco – 3:36
3. Il mio paese se ne frega – 3:44
4. Majico – 3:52
5. Ogni sera – 3:42
6. Free Pass (featuring G-Max & Tek Money) – 3:43
7. Se mi vedi (featuring Tek Money) – 3:39
8. Nuovi Re, Pt. 2 (featuring Tek Money & Lady Tambler) – 4:19
9. Fuori dai parametri (featuring Mic Meskin) – 4:04
10. Perdersi (featuring Sparo Manero) – 4:00
11. Parli parli – 3:04
12. Sete di rivolta – 3:26
13. Con orgoglio – 4:45
14. Parola di Faliero – 1:15

Traccia bonus nell'edizione di iTunes
1. Le nostre vite – 3:22

## Classifiche
| Classifica (2007) | Posizione massima |
| ----------------- | ----------------- |
| Italia            | 39                |